# MTV Movie Awards 1997
Die Verleihung der MTV Movie Awards des Jahres 1997 fand am 7. Juni 1997 statt. Der erfolgreichste Film des Abends war die Filmkomödie Cable Guy – Die Nervensäge, die mit zwei Auszeichnungen bedacht wurde.

## Moderator
Durch die Gala führte: Mike Myers

## Auszeichnungen

### Bester Film
Scream – Schrei! (Scream) 
- Independence Day
- Jerry Maguire – Spiel des Lebens (Jerry Maguire)
- The Rock – Fels der Entscheidung (The Rock)
- William Shakespeares Romeo + Julia (William Shakespeare's Romeo + Juliet)

### Bester Schauspieler
Tom Cruise – Jerry Maguire – Spiel des Lebens (Jerry Maguire) 
- Leonardo DiCaprio – William Shakespeares Romeo + Julia (William Shakespeare's Romeo + Juliet)
- Eddie Murphy – Der verrückte Professor (The Nutty Professor)
- Will Smith – Independence Day
- John Travolta – Phenomenon – Das Unmögliche wird wahr (Phenomenon)

### Beste Schauspielerin
Claire Danes – William Shakespeares Romeo + Julia (William Shakespeare's Romeo + Juliet) 
- Sandra Bullock – Die Jury (A Time to Kill)
- Neve Campbell – Scream – Schrei! (Scream)
- Helen Hunt – Twister
- Madonna – Evita

### Bester Newcomer
Matthew McConaughey – Die Jury (A Time to Kill) 
- Vivica A. Fox – Independence Day
- Courtney Love – Larry Flynt – Die nackte Wahrheit (The People vs. Larry Flynt)
- Ewan McGregor – Trainspotting – Neue Helden (Trainspotting)
- Renée Zellweger – Jerry Maguire – Spiel des Lebens (Jerry Maguire)

### Bestes Filmpaar
Nicolas Cage & Sean Connery – The Rock – Fels der Entscheidung (The Rock) 
- Beavis & Butt-Head – Beavis und Butt-Head machen’s in Amerika (Beavis and Butt-Head Do America)
- Steve Buscemi & Peter Stormare – Fargo
- Claire Danes & Leonardo DiCaprio – William Shakespeares Romeo + Julia (William Shakespeare's Romeo + Juliet)
- Nathan Lane & Robin Williams – The Birdcage – Ein Paradies für schrille Vögel (The Birdcage)

### Bester Filmschurke
Jim Carrey – Cable Guy – Die Nervensäge (The Cable Guy) 
- Robert De Niro – The Fan
- Edward Norton – Zwielicht (Primal Fear)
- Kiefer Sutherland – Die Jury (A Time to Kill)
- Mark Wahlberg – Fear – Wenn Liebe Angst macht (Fear)

### Bester Filmkomiker
Jim Carrey – Cable Guy – Die Nervensäge (The Cable Guy) 
- Chris Farley – Beverly Hills Ninja – Die Kampfwurst (Beverly Hills Ninja)
- Eddie Murphy – Der verrückte Professor (The Nutty Professor)
- Robin Williams – The Birdcage – Ein Paradies für schrille Vögel (The Birdcage)

### Bester Filmsong
„Machinehead“ – Fear – Wenn Liebe Angst macht (Fear) – Bush
- „Change the World“ – Phenomenon – Das Unmögliche wird wahr (Phenomenon) – Eric Clapton und Kenneth Edmonds
- „Don’t Cry for Me Argentina“ – Evita – Madonna
- „I Believe I Can Fly“ – Space Jam – R. Kelly
- „#1 Crush“ – William Shakespeares Romeo + Julia (William Shakespeare's Romeo + Juliet) – Garbage

### Bester Filmkuss
Vivica A. Fox & Will Smith – Independence Day
- Christopher Daniel Barnes & Christine Taylor – Die Brady Family 2 (A Very Brady Sequel)
- Claire Danes & Leonardo DiCaprio – William Shakespeares Romeo + Julia (William Shakespeare's Romeo + Juliet)
- Gina Gershon & Jennifer Tilly – Bound – Gefesselt (Bound)
- Kyra Sedgwick & John Travolta – Phenomenon – Das Unmögliche wird wahr (Phenomenon)

### Beste Action-Sequenz
Twister
- Eraser
- Independence Day
- Mission Impossible
- The Rock – Fels der Entscheidung (The Rock)

### Beste Kampf-Sequenz
Fairuza Balk vs. Robin Tunney – Der Hexenclub (The Craft) 
- Pamela Anderson vs. böse Jungs – Barb Wire – Flucht in die Freiheit (Barb Wire)
- Matthew Broderick vs. Jim Carrey – Cable Guy – Die Nervensäge (The Cable Guy)
- Jim Brown vs. Alien – Mars Attacks!
- Jackie Chan vs. Leiter – Jackie Chans Erstschlag (警察故事 IV：簡單任務)

### Sonstige Awards
- Bester Neuer Filmemacher: Doug Liman für: Swingers
- Lifetime Achievement Award: Chewbacca